# Fernando Horta

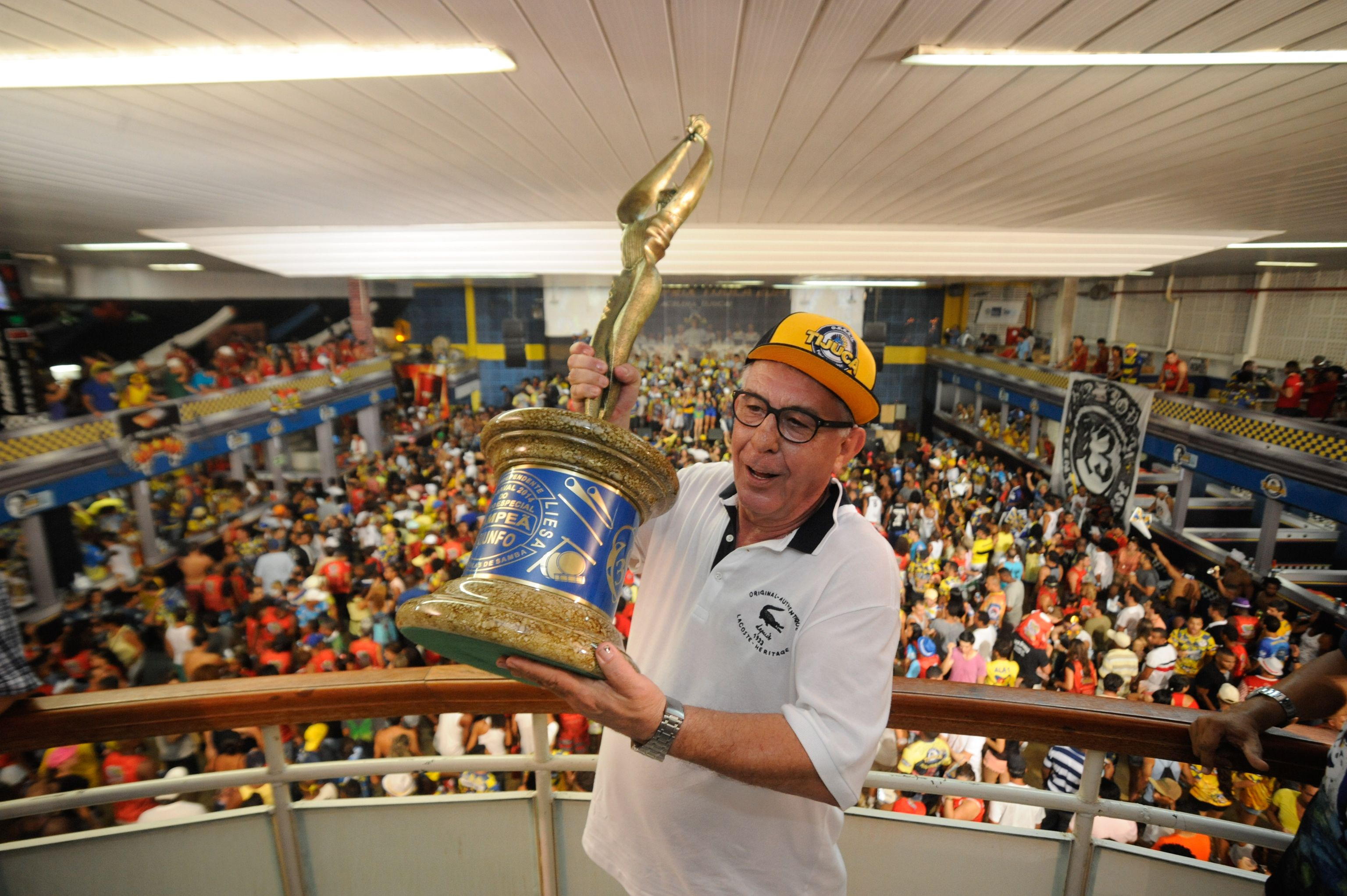
Horta na quadra da Tijuca com o troféu do campeonato de 2014.

José Fernando Horta de Sousa Vieira, mais conhecido como Fernando Horta é um empresário português, dirigente de carnaval brasileiro e dirigente esportivo, nascido em Portugal (Lixa - Felgueiras, 23 de julho de 1952), chegou no Rio de Janeiro em 1966 e adotou o Vasco da Gama como time de coração no Brasil. É o atual Presidente da Unidos da Tijuca e cargo de licença Primeiro Vice-Presidente Geral do Club de Regatas Vasco da Gama.

## Histórico
Em 1988, foi candidatando a presidente do Vasco pela chapa Opção Vascaína, tendo sido derrotado por 1564
a 257 votos, pela chapa situacionista Rumo ao Tri, de Antônio Soares Calçada. No mesmo ano, assumiu pela primeira vez a presidência da Unidos da Tijuca, ficando no cargo até 1992. Ocupou o cargo novamente entre 1997 e 1998, quando a Tijuca foi rebaixada. Em 1999, a escola retornou ao Grupo Especial, sob a presidência de João Paredes.
Fernando Horta retornou ao cargo de presidente em 2000, e desde então é considerado pela imprensa especializada como um dos presidentes de escola de samba do Grupo Especial mais bem sucedidos no cargo.
No início de seu primeiro mandato, em 1992, encontrou uma escola que sempre brigava para não cair e que era sediada ainda no Morro do Borel. Mudou a sede da agremiação para o bairro do Santo Cristo, transformou-a em uma grande potência do carnaval carioca, com a revelação do carnavalesco Paulo Barros e os títulos dos carnavais de 2010, 2012 e 2014.
Afirmou em entrevista que seria candidato a presidente do Vasco em 2014, mas desistindo, pois seria um dos vices da chapa de Eurico Miranda, para o trênio 2014-17.

## Premiações
- S@mba-Net

1. 2000 - Prêmio Especial[6][7]

- Troféu Rádio Manchete

1. 2009 - Personalidade[8]